# 빈 전투
빈 전투는 1683년 9월 11일과 9월 12일에 빈에서 발발했다. 이 전투는 오스만 제국이 2달간 비엔나를 포위한 이후 발발한 전투로, 폴란드-리투아니아 연방과 신성 로마 제국의 크리스트교 연합군이 오스만 제국의 침공 및 포위 부대와 맞서 싸웠다. 비엔나 교외의 칼헨부르크 언덕이 주요 전장이었다. 이 전투는 신성 로마 제국과 폴란드-리투아니아 연방이 처음으로 오스만 제국에 맞서 협력한 전투였으며, 이것은 오스만 제국이 기독교 세계로 진격하는 것을 저지하였다는 점에서 역사적 전환점으로 여겨지기도 한다.
1698년까지 이어진 전쟁의 여파로 오스만 제국은 레오폴트 1세에게 대부분의 헝가리 영토를 내주어야 했다. 신성 로마 제국 및 폴란드-리투아니아 연방의 연합 병력이 전투를 승리로 이끌었으며, 폴란드-리투아니아 연방의 주력군은 폴란드 군임이 후에 밝혀졌다. (리투아니아 군의 행군이 지연되어 비엔나가 포위에서 풀린 후 이들이 도착했다.)
빈 전투는 에른스트 뤼디게르 그라프 폰 스트람베르크 장군이 이끌었으며, 그는 레오폴트 1세의 신하 중 한 명이었다. 전반적인 사령은 폴란드 왕인 얀 3세 소비에스키가 맡았으며, 그는 폴란드 군의 사령관도 겸임했다. 오스만 제국의 군대는 그랜드 비지어인 카라 무스타파 파샤가 총사령관이었다. 오스만 제국의 총 병력은 약 9만 명에서– 30만 명에 이를 것으로 추산되었다. 1683년 7월 14일 오스만 제국군이 비엔나 포위를 시작했으며 오스만 제국군은 60개의 예니체리 부대와 7만 명의 감시군이 있었다. 결정적인 전투는 1683년 9월 11일에 시작되었으며, 구원군 46,000명이 비엔나에 도착한 직후에 일어났다.
이 전투로 오스만 제국은 비엔나에 대한 점령을 포기해야 했으며, 로마 교황청을 비롯한 기독교 세력들은 오스만 제국의 침공으로부터 안전해질 수 있었다. 역사가들은 300년간의 신성 로마 제국 및 오스만 제국의 전투인 오스만-합스부르크 전쟁에서 이 전투가 결정적인 전환점이 되었다고 주장한다. 실제로, 이 전투 이후 16년 동안 오스트리아 대공국은 차근차근 헝가리와 트란실바니아를 탈환하여 완전히 지배하게 되었고 오스만 제국을 이 지역에서 완전히 몰아내게 되었다. 이 전투는 또한 역사상 가장 큰 기병전이었다고 평가되기도 한다.

## 같이 보기
- 빈 공방전 (1526년)
- 비엔나전투 1683